# Hun Sen
Dans ce nom, le nom de famille, Hun, précède le nom personnel.
Hun Sen (en khmer : ហ៊ុន សែន, /hun saen/), né le 5 août 1952 (officiellement le 4 avril 1951) à Peam Koh Sna (district de Stoeung Trang, province de Kompong Cham), est un homme d'État cambodgien. Il est Premier ministre à deux reprises, entre 1985 et 1993, puis de 1998 à 2023, lorsqu'il transmet le pouvoir à son fils aîné Hun Manet. Il occupe, à partir du 3 avril 2024, le poste de président du Sénat.
De nombreuses organisations de défense des droits de l'homme lui reprochent d'avoir, dans la confusion de la période post-khmer rouge du pays, instauré un régime corrompu et dictatorial, reposant sur la répression, la violence et la cooptation, concentrant les pouvoirs dans les mains d'un petit groupe de dirigeants du Parti du peuple cambodgien et de riches hommes d'affaires participant au pillage des ressources nationales. 
Sa longue période au pouvoir (38 ans) est caractérisée par un durcissement progressif du traitement des oppositions, jusqu'à la condamnation des principaux dirigeants et la disqualification de plusieurs partis à l'approche des élections.

## Biographie

### Jeunesse
Né sous le nom de Hun Bunal, Samdech Akka Moha Sena Padei Techo, Hun Sen est le troisième des six enfants d'une famille rurale. Il a deux frères aînés et trois sœurs cadettes. Son père, Hun Neang, était un ancien moine qui avait quitté la robe pour rejoindre les Khmers issarak en lutte contre les forces coloniales françaises. Les parents du jeune Nal étaient de riches propriétaires terriens qui avaient été ruinés quand Dy Yon, sa mère — décédée en 1998 — avait été enlevée et relâchée après paiement d’une forte rançon.
À partir de 1958, il fréquente l’école primaire de son village, où il aurait été considéré comme un bon élève, avant d’aller, en 1964, à Phnom Penh poursuivre ses études au lycée Indra-Dhevi. Il y apprendra à parler anglais[réf. souhaitée]. Il est hébergé au Wat Neakavoan, dans le quartier de Tuol Kork, par un religieux proche de la famille.
C’est là qu’il aurait aussi démarré des activités politiques dès 1965. Il devra interrompre sa scolarité en 1968 pour fuir la capitale et la répression qui s’abat sur les militants communistes après les émeutes de Samlaut. Il trouve alors refuge à Memot, à 80 kilomètres de Kompong Cham, et travaillera dans les plantations d’hévéas de Ton Luong. Il s’y livrera à des activités syndicales et devra même un temps fuir la police et se réfugier à Kratié.
Le 14 mars 1970, il répond à l’appel de Norodom Sihanouk, destitué de ses fonctions de chef de l’État, et entre dans la guérilla communiste qui lutte contre le régime de Lon Nol.
En 1972, il rejoint les commandos parachutistes et prend, en 1974, le commandement du 55e bataillon de la zone est. Bon soldat, toujours en première ligne, il sera blessé cinq fois et perdra l’œil gauche le 16 avril 1975 dans l'assaut final contre la République khmère, et restera hospitalisé jusqu’en octobre.
Il est par la suite, à moins de 25 ans, nommé à la tête d’un régiment de Khmers rouges basé dans la zone est du Kampuchéa démocratique. Toutefois, il n’existe pas de témoignages le mettant personnellement en cause dans l’exécution du génocide cambodgien.

### Fuite au Vietnam
En 1977, les incidents à la frontière vietnamienne se multiplient et amènent des ripostes des Bộ đội que les unités khmères ont bien du mal à contenir. Le haut commandement de Phnom Penh met la faible réactivité des troupes sur le compte du manque de loyauté de l’encadrement et ordonne une épuration massive visant à éliminer tous les éléments suspectés d’être à la solde de Hanoï. C’est pour échapper à ces purges que Hun Sen décide de franchir la frontière.
Refoulé en juin, il se réfugie dans la forêt avant de pouvoir enfin gagner le Viêt Nam en décembre 1977. Il est d'abord emprisonné plusieurs mois, puis libéré, et participe avec notamment Heng Samrin et Chea Sim à la formation d’une organisation politique destinée à renverser les Khmers rouges, le Front uni national pour le salut du Kampuchéa (FUNSK). Il accède le 2 décembre 1978 au comité central de cette organisation.

### Retour au Cambodge et entrée au gouvernement
Le 30 décembre 1978, une armée vietnamienne de 110 000 hommes passe la frontière et occupe rapidement la presque totalité du territoire cambodgien. Profitant de la chute du régime khmer rouge, il revient à Phnom Penh en janvier 1979 où il intègre en tant que ministre des Affaires étrangères le gouvernement mis en place par les troupes de Hanoï.
À la suite des élections du 1er mai 1981 où il est élu député de Kompong Cham, il est confirmé aux Affaires étrangères et devient vice-président du Conseil.
Le 14 janvier 1985, Hun Sen accède, à moins de 35 ans, au poste de Premier ministre de la république populaire du Kampuchéa.
Dès les années 1980, il mènera les négociations avec Norodom Sihanouk qui aboutiront à la signature des accords de paix de Paris d’octobre 1991, mettant fin à plus de 20 ans de guerre civile et plaçant le Cambodge sous la tutelle de l'ONU jusqu'à la tenue d'élections libres.
Alors que le retour de la monarchie devient inéluctable, Hun Sen tente de profiter de sa progression politique rapide pour se présenter comme un de ces personnages « pourvus de mérites » dont regorge la mythologie cambodgienne et qui renversent les monarques en place si ceux-ci ne sont plus en mesure d’obtenir des divinités la protection du royaume. Il va ainsi rénover dès 1989 la pagode de Vihear Suor, dans le nord-est la province de Kandal (district de Khsach Kandal), connue pour abriter une statue de Neay Kan, un usurpateur pourvu de mérites qui au XVIe siècle avait disputé le pouvoir au roi Ang Chan Ier.
Il perd les élections de 1993, dont il conteste pendant un temps le résultat. Une nouvelle constitution rétablit Sihanouk sur le trône ; son fils Norodom Ranariddh est élu premier Premier ministre, et Hun Sen nommé second Premier ministre.
Dans le même temps, il poursuit sa promotion de pourvu de mérite et entreprend la restauration du monastère du vieux palais de la nécropole royale d’Oudong dont les travaux se termineront au début de 1997. Sihanouk répliquera par la mise en place du reliquaire du Sakya Mony Chet Dey sur le même site et qui sera terminée en 2003.

### Putsch et accession au pouvoir
Mais, alors que les dissensions au sein de la coalition gouvernementale se font de jour en jour plus manifestes, le 5 juillet 1997, à l’issue d’un coup de force sanglant, Hun Sen évince le premier Premier ministre Norodom Ranariddh, qui s'apprêtait à faire une alliance politique avec Sam Rainsy et les Khmers rouges. Plusieurs dizaines de fonctionnaires du FUNCINPEC (Front uni national pour un Cambodge indépendant, neutre, pacifique et coopératif) dont Ho Sok et Chao Sambath — membres du gouvernement — sont exécutés.
La victoire en 1998 du CPP (Parti du peuple cambodgien ; cambodgien : Kanakpak Pracheachon Kâmpuchéa) dont il est le vice-président lui assure de redevenir le seul Premier ministre du pays.
Candidat à sa propre succession aux élections législatives du 27 juillet 2008, le parti de Hun Sen a remporté sans surprise près de 75 % des sièges. Quatre formations d'opposition ont toutefois reproché au Parti du peuple cambodgien d'avoir « truqué » les élections en sa faveur. Des organisations non gouvernementales internationales telles Amnesty International, attribuent quant à elles, cette victoire à une opposition affaiblie par les rivalités politiques internes et externes, ainsi que par un climat d’intimidation des électeurs, de la presse et des militants .
En juillet 2013, le Parti du peuple cambodgien (CPP) de Hun Sen remporte les législatives mais l'opposition dénonce une fraude et conteste les résultats, ouvrant une crise politique. Un an plus tard, une répression policière met fin aux manifestations.
Contrairement aux élections de 2013, où, porté par la jeunesse, il avait obtenu 44 % des voix (contre 51 % pour le parti au pouvoir CPP), le parti d'opposition CNRP est absent du scrutin de 2018, où l'opposition n'est représentée que par d'éphémères partis satellites au régime en place. En effet, après avoir confirmé ses bons scores lors des élections municipales de juin 2017, le CNRP voit son chef Kem Sokha accusé de « complot » avec les États-Unis puis emprisonné ; le parti est dissout et une centaine de cadres est interdite de politique pendant cinq ans. Par ailleurs, des activistes sont arrêtés, des syndicalistes sont harcelés et des médias indépendants doivent fermer. Les élections sont largement remportées par Hun Sen, même si la campagne a été critiquée pour sa chasse aux « traîtres », c'est-à-dire les Cambodgiens souhaitant s'abstenir, suivant le mot d'ordre de boycott de l'opposition en exil. L'Union européenne et les États-Unis ont jugé le scrutin non crédible. En réaction aux élections, l'UE prend des premières mesures pour annuler des accords commerciaux avec le Cambodge.
S'il n'a plus d'opposition parlementaire, le Premier ministre durcit cependant par la suite sa politique à l'égard des voix critiques citoyennes. En mai 2018, le journal Phnom Penh Post est mis en faillite, se voyant soudainement réclamer cinq millions de dollars par le fisc. Fin 2020, 138 cadres et sympathisants de l'ex-CNRP (dont l'avocate et activiste pour la défense des droits humains Theary Seng) sont jugés lors d'un procès jugé exceptionnel. Par ailleurs, depuis le début de l'année, une cinquantaine de syndicalistes, journalistes ou encore défenseurs de l'environnement sont placés en détention. Le motif pour les poursuivre, dit d'« incitation », est en effet suffisamment vague pour étouffer les voix dissidentes au régime.

### Démission du gouvernement et présidence du Sénat
Hun Sen remporte les élections législatives de juillet 2023 face à un seul adversaire, le parti royaliste Funcinpec, qui rassemble 5 sièges face aux 120 désormais détenus par le PCC. Le seul parti crédible d’opposition, le Parti de la bougie, avait été disqualifié en mai faute d’avoir pu fournir le récépissé de son enregistrement au ministère de l’Intérieur, bien qu'il ait formulé plusieurs demandes pour l'obtenir. Conforté par ce scrutin, le Premier ministre, âgé de 70 ans, annonce le 26 juillet 2023 passer le pouvoir à son fils aîné Hun Manet, âgé de 45 ans, qui dirige l'armée et a mené la liste du CPP à Phnom Penh. Le Premier ministre sortant fait également part de son ambition d'être élu à la présidence du Sénat après les élections sénatoriales de février 2024, faisant de lui le numéro deux du système politique. Il aura passé 38 ans au pouvoir. Il démissionne effectivement le 22 août suivant au profit de Manet, qui est confirmé au poste de Premier ministre par l'Assemblée nationale. Le 3 avril 2024, il est élu président du Sénat par les 62 sénateurs, le Parti du peuple cambodgien ayant remporté la quasi-totalité des sièges aux dernières élections.

## Famille

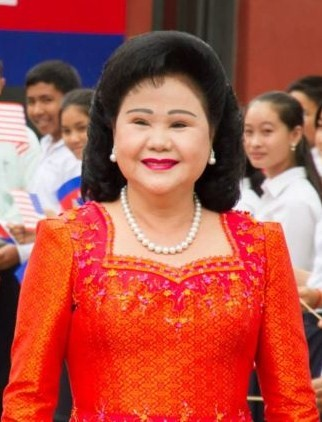
Bun Rany.

Hun Sen est marié avec Bun Sam Hieng, une infirmière d'origine vietnamienne qui s’appellera bientôt Bun Rany et qu’il avait connue en 1975, alors qu’il était hospitalisé.
Leurs noces eurent lieu le 5 janvier 1976 à Memot et ils auront six enfants (trois garçons et trois filles, l'une d'elles ayant été adoptée) ; leurs noms sont Hun Manet, Hun Mana, Hun Manit, Hun Mani, Hun Mali, et Hun Malis.
En octobre 2007, Hun Sen, à la surprise générale, annonce lors d'une cérémonie de remise de diplômes devant environ 3 000 personnes qu’Hun Malis, sa fille adoptive est lesbienne. Bien qu'il ait demandé à l'audience d'accepter les homosexuels et les lesbiennes, il a pris des dispositions pour renier l'adoption de sa fille et la priver de tout droit à l'héritage.
Le 21 avril 2010, Hun Manet, fraîchement diplômé de l’académie militaire de West Point, est nommé par son père à la tête de l’unité nationale antiterroriste.
Hun Mana, directrice générale de la chaîne de télévision Bayon TV, s’est mariée le 2 janvier 2010 avec Dy Vichea, fils d’Hok Lundy, l’ancien chef de la police nationale. Il s’agit du second mariage entre ces deux familles, Hun Manit, le fils cadet, ayant épousé Hok Chendavy, fille de Hok Lundy.
Hun Mani, le dernier des fils, est quant à lui marié avec Yim Chay Lin, la fille de Yim Chay Li, secrétaire d’État au Développement rural. Hun Mali, fille de Hun Sen a épousé Sok Puthyvuth, fils du vice-Premier ministre et ministre du Conseil des ministres Sok An, d'origine chinoise.
Sauf indication contraire, l'ensemble des informations qui suivent sont issues du chapitre « Pour une relecture du jeu politique cambodgien : le cas du Cambodge de la reconstruction (1993 - 2005) » de l'ouvrage Cambodge contemporain
| Hun Neang (en) | Hun Neang (en) | Hun Neang (en)                                                                                        | Hun Neang (en)                                                                                        | Hun Neang (en)                                                                                        | Hun Neang (en)                                                                                        | | |  |  |  |  | Dee Yon                                                                                        | Dee Yon                                                                                        | Dee Yon                                                                                        | Dee Yon                                                                                        | Dee Yon                                                                                        | Dee Yon                                                                                        |  |  |                                           |                                           |                                           |                                           |                                                                             |                                           |  |  |                                                    |                                                    |                                                    |                                                    |                                                    |                                                    |                                                                              |                                                                              | | | | | | |                                                                           |                                                                           |  |  |  |  |              |              |              |              |              |              |
| Hun Neang (en) | Hun Neang (en) | Hun Neang (en)                                                                                        | Hun Neang (en)                                                                                        | Hun Neang (en)                                                                                        | Hun Neang (en)                                                                                        | | |  |  |  |  | Dee Yon                                                                                        | Dee Yon                                                                                        | Dee Yon                                                                                        | Dee Yon                                                                                        | Dee Yon                                                                                        | Dee Yon                                                                                        |  |  |                                           |                                           |                                           |                                           |                                                                             |                                           |  |  |                                                    |                                                    |                                                    |                                                    |                                                    |                                                    |                                                                              |                                                                              | | | | | | |                                                                           |                                                                           |  |  |  |  |              |              |              |              |              |              |
|                |                | | | | | | |  |  |  |  |                                                                                                |                                                                                                |                                                                                                |                                                                                                |                                                                                                |                                                                                                |  |  |                                           |                                           |                                           |                                           |                                                                             |                                           |  |  |                                                    |                                                    |                                                    |                                                    |                                                    |                                                    |                                                                              |                                                                              | | | | | | |                                                                           |                                                                           |  |  |  |  |              |              |              |              |              |              |
|                |                | | | | | | |  |  |  |  |                                                                                                |                                                                                                |                                                                                                |                                                                                                |                                                                                                |                                                                                                |  |  |                                           |                                           |                                           |                                           |                                                                             |                                           |  |  |                                                    |                                                    |                                                    |                                                    |                                                    |                                                    |                                                                              |                                                                              | | | | | | |                                                                           |                                                                           |  |  |  |  |              |              |              |              |              |              |
|                |                | Hun San Haut fonctionnaire au ministère des Transports                                                | | | | | |  |  |  |  |                                                                                                |                                                                                                |                                                                                                |                                                                                                |                                                                                                |                                                                                                |  |  |                                           |                                           |                                           |                                           |                                                                             |                                           |  |  |                                                    |                                                    |                                                    |                                                    |                                                    |                                                    |                                                                              |                                                                              | | | | | | |                                                                           |                                                                           |  |  |  |  |              |              |              |              |              |              |
|                |                | | | | | | |  |  |  |  |                                                                                                |                                                                                                |                                                                                                |                                                                                                |                                                                                                |                                                                                                |  |  |                                           |                                           |                                           |                                           |                                                                             |                                           |  |  |                                                    |                                                    |                                                    |                                                    |                                                    |                                                    |                                                                              |                                                                              | | | | | | |                                                                           |                                                                           |  |  |  |  |              |              |              |              |              |              |
|                |                | | | | | | |  |  |  |  |                                                                                                |                                                                                                |                                                                                                |                                                                                                |                                                                                                |                                                                                                |  |  |                                           |                                           |                                           |                                           | Hun Neng Ancien gouverneur des provinces de Kompong Cham puis de Svay Rieng |                                           |  |  |                                                    |                                                    |                                                    |                                                    |                                                    |                                                    |                                                                              |                                                                              | | | | | | |                                                                           |                                                                           |  |  |  |  |              |              |              |              |              |              |
|                |                | | | | | | |  |  |  |  |                                                                                                |                                                                                                |                                                                                                |                                                                                                |                                                                                                |                                                                                                |  |  |                                           |                                           |                                           |                                           |                                                                             |                                           |  |  |                                                    |                                                    |                                                    |                                                    |                                                    |                                                    |                                                                              |                                                                              | | | | | | |                                                                           |                                                                           |  |  |  |  |              |              |              |              |              |              |
|                |                | | | | | | |  |  |  |  |                                                                                                |                                                                                                |                                                                                                |                                                                                                |                                                                                                |                                                                                                |  |  |                                           |                                           |                                           |                                           |                                                                             |                                           |  |  |                                                    |                                                    |                                                    |                                                    |                                                    |                                                    |                                                                              |                                                                              | | | | | | |                                                                           |                                                                           |  |  |  |  |              |              |              |              |              |              |
|                |                | | | | | | |  |  |  |  | Neth Savoeun (en) Chef de la police nationale                                                  | Neth Savoeun (en) Chef de la police nationale                                                  | Neth Savoeun (en) Chef de la police nationale                                                  | Neth Savoeun (en) Chef de la police nationale                                                  | Neth Savoeun (en) Chef de la police nationale                                                  | Neth Savoeun (en) Chef de la police nationale                                                  |  |  | Hun Kimleng                               | Hun Kimleng                               | Hun Kimleng                               | Hun Kimleng                               | Hun Kimleng                                                                 | Hun Kimleng                               |  |  | Hun Chantha                                        | Hun Chantha                                        | Hun Chantha                                        | Hun Chantha                                        | Hun Chantha                                        | Hun Chantha                                        |                                                                              |                                                                              | | | | | | |                                                                           |                                                                           |  |  |  |  |              |              |              |              |              |              |
|                |                | | | | | | |  |  |  |  | Neth Savoeun (en) Chef de la police nationale                                                  | Neth Savoeun (en) Chef de la police nationale                                                  | Neth Savoeun (en) Chef de la police nationale                                                  | Neth Savoeun (en) Chef de la police nationale                                                  | Neth Savoeun (en) Chef de la police nationale                                                  | Neth Savoeun (en) Chef de la police nationale                                                  |  |  | Hun Kimleng                               | Hun Kimleng                               | Hun Kimleng                               | Hun Kimleng                               | Hun Kimleng                                                                 | Hun Kimleng                               |  |  | Hun Chantha                                        | Hun Chantha                                        | Hun Chantha                                        | Hun Chantha                                        | Hun Chantha                                        | Hun Chantha                                        |                                                                              |                                                                              | | | | | | |                                                                           |                                                                           |  |  |  |  |              |              |              |              |              |              |
|                |                | | | | | | |  |  |  |  |                                                                                                |                                                                                                |                                                                                                |                                                                                                |                                                                                                |                                                                                                |  |  |                                           |                                           |                                           |                                           |                                                                             |                                           |  |  |                                                    |                                                    |                                                    |                                                    |                                                    |                                                    |                                                                              |                                                                              | | | | | | |                                                                           |                                                                           |  |  |  |  |              |              |              |              |              |              |
|                |                | | | | | | |  |  |  |  |                                                                                                |                                                                                                |                                                                                                |                                                                                                |                                                                                                |                                                                                                |  |  |                                           |                                           |                                           |                                           |                                                                             |                                           |  |  |                                                    |                                                    |                                                    |                                                    |                                                    |                                                    |                                                                              |                                                                              | | | | | | |                                                                           |                                                                           |  |  |  |  |              |              |              |              |              |              |
|                |                | | | | | | |  |  |  |  |                                                                                                |                                                                                                |                                                                                                |                                                                                                |                                                                                                |                                                                                                |  |  |                                           |                                           |                                           |                                           |                                                                             |                                           |  |  |                                                    |                                                    |                                                    |                                                    |                                                    |                                                    |                                                                              |                                                                              | | | | | | |                                                                           |                                                                           |  |  |  |  |              |              |              |              |              |              |
|                |                | | | | | | |  |  |  |  |                                                                                                |                                                                                                |                                                                                                |                                                                                                |                                                                                                |                                                                                                |  |  |                                           |                                           |                                           |                                           |                                                                             |                                           |  |  |                                                    |                                                    |                                                    |                                                    |                                                    |                                                    |                                                                              |                                                                              | | | | | | |                                                                           |                                                                           |  |  |  |  |              |              |              |              |              |              |
|                |                | | | | | | |  |  |  |  |                                                                                                |                                                                                                |                                                                                                |                                                                                                |                                                                                                |                                                                                                |  |  | Hun Sen                                   | Hun Sen                                   | Hun Sen                                   | Hun Sen                                   | Hun Sen                                                                     | Hun Sen                                   |  |  | Bun Rany Présidente de la Croix-Rouge cambodgienne | Bun Rany Présidente de la Croix-Rouge cambodgienne | Bun Rany Présidente de la Croix-Rouge cambodgienne | Bun Rany Présidente de la Croix-Rouge cambodgienne | Bun Rany Présidente de la Croix-Rouge cambodgienne | Bun Rany Présidente de la Croix-Rouge cambodgienne |                                                                              |                                                                              | Kov Samuth Ancien directeur adjoint de la police économique au ministère de l'Intérieur Assassiné le 19 novembre 1996 | Kov Samuth Ancien directeur adjoint de la police économique au ministère de l'Intérieur Assassiné le 19 novembre 1996 | Kov Samuth Ancien directeur adjoint de la police économique au ministère de l'Intérieur Assassiné le 19 novembre 1996 | Kov Samuth Ancien directeur adjoint de la police économique au ministère de l'Intérieur Assassiné le 19 novembre 1996 | Kov Samuth Ancien directeur adjoint de la police économique au ministère de l'Intérieur Assassiné le 19 novembre 1996 | Kov Samuth Ancien directeur adjoint de la police économique au ministère de l'Intérieur Assassiné le 19 novembre 1996 |                                                                           |                                                                           |  |  |  |  |              |              |              |              |              |              |
|                |                | | | | | | |  |  |  |  |                                                                                                |                                                                                                |                                                                                                |                                                                                                |                                                                                                |                                                                                                |  |  | Hun Sen                                   | Hun Sen                                   | Hun Sen                                   | Hun Sen                                   | Hun Sen                                                                     | Hun Sen                                   |  |  | Bun Rany Présidente de la Croix-Rouge cambodgienne | Bun Rany Présidente de la Croix-Rouge cambodgienne | Bun Rany Présidente de la Croix-Rouge cambodgienne | Bun Rany Présidente de la Croix-Rouge cambodgienne | Bun Rany Présidente de la Croix-Rouge cambodgienne | Bun Rany Présidente de la Croix-Rouge cambodgienne |                                                                              |                                                                              | Kov Samuth Ancien directeur adjoint de la police économique au ministère de l'Intérieur Assassiné le 19 novembre 1996 | Kov Samuth Ancien directeur adjoint de la police économique au ministère de l'Intérieur Assassiné le 19 novembre 1996 | Kov Samuth Ancien directeur adjoint de la police économique au ministère de l'Intérieur Assassiné le 19 novembre 1996 | Kov Samuth Ancien directeur adjoint de la police économique au ministère de l'Intérieur Assassiné le 19 novembre 1996 | Kov Samuth Ancien directeur adjoint de la police économique au ministère de l'Intérieur Assassiné le 19 novembre 1996 | Kov Samuth Ancien directeur adjoint de la police économique au ministère de l'Intérieur Assassiné le 19 novembre 1996 |                                                                           |                                                                           |  |  |  |  |              |              |              |              |              |              |
|                |                | Hun Sengny                                                                                            | | | | | |  |  |  |  |                                                                                                |                                                                                                |                                                                                                |                                                                                                |                                                                                                |                                                                                                |  |  |                                           |                                           |                                           |                                           |                                                                             |                                           |  |  |                                                    |                                                    |                                                    |                                                    |                                                    |                                                    |                                                                              |                                                                              | | | | | | |                                                                           |                                                                           |  |  |  |  |              |              |              |              |              |              |
|                |                | | | | | | |  |  |  |  | Pich Sophoan Secrétaire d'État au ministère de l’Emploi et de la Formation professionnelle     |                                                                                                |                                                                                                |                                                                                                |                                                                                                |                                                                                                |  |  |                                           |                                           |                                           |                                           |                                                                             |                                           |  |  |                                                    |                                                    |                                                    |                                                    |                                                    |                                                    |                                                                              |                                                                              | | | | | | |                                                                           |                                                                           |  |  |  |  |              |              |              |              |              |              |
|                |                | | | | | | |  |  |  |  |                                                                                                |                                                                                                |                                                                                                |                                                                                                |                                                                                                |                                                                                                |  |  |                                           |                                           |                                           |                                           |                                                                             |                                           |  |  |                                                    |                                                    |                                                    |                                                    |                                                    |                                                    |                                                                              |                                                                              | | | | | | | Hok Lundy (en) Ancien chef de la police nationale                         |                                                                           |  |  |  |  |              |              |              |              |              |              |
|                |                | | | | | | |  |  |  |  |                                                                                                |                                                                                                |                                                                                                |                                                                                                |                                                                                                |                                                                                                |  |  |                                           |                                           |                                           |                                           |                                                                             |                                           |  |  |                                                    |                                                    |                                                    |                                                    |                                                    |                                                    |                                                                              |                                                                              | | | | | | |                                                                           |                                                                           |  |  |  |  |              |              |              |              |              |              |
|                |                | Hun Sinath Ancienne secrétaire d'État au ministère des Relations avec le Parlement et de l’Inspection | Hun Sinath Ancienne secrétaire d'État au ministère des Relations avec le Parlement et de l’Inspection | Hun Sinath Ancienne secrétaire d'État au ministère des Relations avec le Parlement et de l’Inspection | Hun Sinath Ancienne secrétaire d'État au ministère des Relations avec le Parlement et de l’Inspection | Hun Sinath Ancienne secrétaire d'État au ministère des Relations avec le Parlement et de l’Inspection | Hun Sinath Ancienne secrétaire d'État au ministère des Relations avec le Parlement et de l’Inspection |  |  |  |  | Pich Sanmony                                                                                   | Pich Sanmony                                                                                   | Pich Sanmony                                                                                   | Pich Sanmony                                                                                   | Pich Sanmony                                                                                   | Pich Sanmony                                                                                   |  |  | Hun Manet Chef de l'unité anti-terrorisme | Hun Manet Chef de l'unité anti-terrorisme | Hun Manet Chef de l'unité anti-terrorisme | Hun Manet Chef de l'unité anti-terrorisme | Hun Manet Chef de l'unité anti-terrorisme                                   | Hun Manet Chef de l'unité anti-terrorisme |  |  |                                                    |                                                    |                                                    |                                                    |                                                    |                                                    |                                                                              |                                                                              | | | | | | |                                                                           |                                                                           |  |  |  |  |              |              |              |              |              |              |
|                |                | Hun Sinath Ancienne secrétaire d'État au ministère des Relations avec le Parlement et de l’Inspection | Hun Sinath Ancienne secrétaire d'État au ministère des Relations avec le Parlement et de l’Inspection | Hun Sinath Ancienne secrétaire d'État au ministère des Relations avec le Parlement et de l’Inspection | Hun Sinath Ancienne secrétaire d'État au ministère des Relations avec le Parlement et de l’Inspection | Hun Sinath Ancienne secrétaire d'État au ministère des Relations avec le Parlement et de l’Inspection | Hun Sinath Ancienne secrétaire d'État au ministère des Relations avec le Parlement et de l’Inspection |  |  |  |  |                                                                                                | Pich Sanmony                                                                                   | Pich Sanmony                                                                                   | Pich Sanmony                                                                                   | Pich Sanmony                                                                                   | Pich Sanmony                                                                                   |  |  | Hun Manet Chef de l'unité anti-terrorisme | Hun Manet Chef de l'unité anti-terrorisme | Hun Manet Chef de l'unité anti-terrorisme | Hun Manet Chef de l'unité anti-terrorisme | Hun Manet Chef de l'unité anti-terrorisme                                   | Hun Manet Chef de l'unité anti-terrorisme |  |  |                                                    |                                                    |                                                    |                                                    |                                                    |                                                    |                                                                              |                                                                              | | | | | | |                                                                           |                                                                           |  |  |  |  |              |              |              |              |              |              |
|                |                | | | | | | |  |  |  |  |                                                                                                |                                                                                                |                                                                                                |                                                                                                |                                                                                                |                                                                                                |  |  |                                           |                                           |                                           |                                           |                                                                             |                                           |  |  |                                                    |                                                    | Hun Mana Propriétaire de Bayon Television (en)     | Hun Mana Propriétaire de Bayon Television (en)     | Hun Mana Propriétaire de Bayon Television (en)     | Hun Mana Propriétaire de Bayon Television (en)     | Hun Mana Propriétaire de Bayon Television (en)                               | Hun Mana Propriétaire de Bayon Television (en)                               | | | Dy Vichea Directeur du service de la sécurité au ministère de l'Intérieur                                             | Dy Vichea Directeur du service de la sécurité au ministère de l'Intérieur                                             | Dy Vichea Directeur du service de la sécurité au ministère de l'Intérieur                                             | Dy Vichea Directeur du service de la sécurité au ministère de l'Intérieur                                             | Dy Vichea Directeur du service de la sécurité au ministère de l'Intérieur | Dy Vichea Directeur du service de la sécurité au ministère de l'Intérieur |  |  |  |  |              |              |              |              |              |              |
|                |                | | | | | | |  |  |  |  |                                                                                                |                                                                                                |                                                                                                |                                                                                                |                                                                                                |                                                                                                |  |  |                                           |                                           |                                           |                                           |                                                                             |                                           |  |  |                                                    |                                                    | Hun Mana Propriétaire de Bayon Television (en)     | Hun Mana Propriétaire de Bayon Television (en)     | Hun Mana Propriétaire de Bayon Television (en)     | Hun Mana Propriétaire de Bayon Television (en)     | Hun Mana Propriétaire de Bayon Television (en)                               | Hun Mana Propriétaire de Bayon Television (en)                               | | | Dy Vichea Directeur du service de la sécurité au ministère de l'Intérieur                                             | Dy Vichea Directeur du service de la sécurité au ministère de l'Intérieur                                             | Dy Vichea Directeur du service de la sécurité au ministère de l'Intérieur                                             | Dy Vichea Directeur du service de la sécurité au ministère de l'Intérieur                                             | Dy Vichea Directeur du service de la sécurité au ministère de l'Intérieur | Dy Vichea Directeur du service de la sécurité au ministère de l'Intérieur |  |  |  |  |              |              |              |              |              |              |
|                |                | Hun Thoeun                                                                                            | Hun Thoeun                                                                                            | Hun Thoeun                                                                                            | Hun Thoeun                                                                                            | Hun Thoeun                                                                                            | Hun Thoeun                                                                                            |  |  |  |  | Yim Chay Ly Vice-Premier ministre Président du Conseil pour le développement agricole et rural | Yim Chay Ly Vice-Premier ministre Président du Conseil pour le développement agricole et rural | Yim Chay Ly Vice-Premier ministre Président du Conseil pour le développement agricole et rural | Yim Chay Ly Vice-Premier ministre Président du Conseil pour le développement agricole et rural | Yim Chay Ly Vice-Premier ministre Président du Conseil pour le développement agricole et rural | Yim Chay Ly Vice-Premier ministre Président du Conseil pour le développement agricole et rural |  |  |                                           |                                           |                                           |                                           |                                                                             |                                           |  |  |                                                    |                                                    |                                                    |                                                    |                                                    |                                                    |                                                                              |                                                                              | | | | | | |                                                                           |                                                                           |  |  |  |  |              |              |              |              |              |              |
|                |                | Hun Thoeun                                                                                            | Hun Thoeun                                                                                            | Hun Thoeun                                                                                            | Hun Thoeun                                                                                            | Hun Thoeun                                                                                            | Hun Thoeun                                                                                            |  |  |  |  |                                                                                                | Yim Chay Ly Vice-Premier ministre Président du Conseil pour le développement agricole et rural | Yim Chay Ly Vice-Premier ministre Président du Conseil pour le développement agricole et rural | Yim Chay Ly Vice-Premier ministre Président du Conseil pour le développement agricole et rural | Yim Chay Ly Vice-Premier ministre Président du Conseil pour le développement agricole et rural | Yim Chay Ly Vice-Premier ministre Président du Conseil pour le développement agricole et rural |  |  |                                           |                                           |                                           |                                           |                                                                             |                                           |  |  |                                                    |                                                    |                                                    |                                                    |                                                    |                                                    |                                                                              |                                                                              | | | | | | |                                                                           |                                                                           |  |  |  |  |              |              |              |              |              |              |
|                |                | | | | | | |  |  |  |  |                                                                                                |                                                                                                |                                                                                                |                                                                                                |                                                                                                |                                                                                                |  |  |                                           |                                           |                                           |                                           |                                                                             |                                           |  |  |                                                    |                                                    |                                                    |                                                    |                                                    |                                                    | Hun Manith (en) Chef du département renseignement au ministère de la Défense | Hun Manith (en) Chef du département renseignement au ministère de la Défense | Hun Manith (en) Chef du département renseignement au ministère de la Défense                                          | Hun Manith (en) Chef du département renseignement au ministère de la Défense                                          | Hun Manith (en) Chef du département renseignement au ministère de la Défense                                          | Hun Manith (en) Chef du département renseignement au ministère de la Défense                                          | | |                                                                           |                                                                           |  |  |  |  | Hok Chindavy | Hok Chindavy | Hok Chindavy | Hok Chindavy | Hok Chindavy | Hok Chindavy |
|                |                | | | | | | |  |  |  |  |                                                                                                |                                                                                                |                                                                                                |                                                                                                |                                                                                                |                                                                                                |  |  |                                           |                                           |                                           |                                           |                                                                             |                                           |  |  |                                                    |                                                    |                                                    |                                                    |                                                    |                                                    | Hun Manith (en) Chef du département renseignement au ministère de la Défense | Hun Manith (en) Chef du département renseignement au ministère de la Défense | Hun Manith (en) Chef du département renseignement au ministère de la Défense                                          | Hun Manith (en) Chef du département renseignement au ministère de la Défense                                          | Hun Manith (en) Chef du département renseignement au ministère de la Défense                                          | Hun Manith (en) Chef du département renseignement au ministère de la Défense                                          | | |                                                                           |                                                                           |  |  |  |  | Hok Chindavy | Hok Chindavy | Hok Chindavy | Hok Chindavy | Hok Chindavy | Hok Chindavy |
|                |                | | | | | | |  |  |  |  | Yim Chay Lin                                                                                   | Yim Chay Lin                                                                                   | Yim Chay Lin                                                                                   | Yim Chay Lin                                                                                   | Yim Chay Lin                                                                                   | Yim Chay Lin                                                                                   |  |  | Hun Many (en) Député de Kampong Spoe      | Hun Many (en) Député de Kampong Spoe      | Hun Many (en) Député de Kampong Spoe      | Hun Many (en) Député de Kampong Spoe      | Hun Many (en) Député de Kampong Spoe                                        | Hun Many (en) Député de Kampong Spoe      |  |  |                                                    |                                                    |                                                    |                                                    |                                                    |                                                    |                                                                              |                                                                              | | | | | | |                                                                           |                                                                           |  |  |  |  |              |              |              |              |              |              |
|                |                | | | | | | |  |  |  |  | Yim Chay Lin                                                                                   | Yim Chay Lin                                                                                   | Yim Chay Lin                                                                                   | Yim Chay Lin                                                                                   | Yim Chay Lin                                                                                   | Yim Chay Lin                                                                                   |  |  | Hun Many (en) Député de Kampong Spoe      | Hun Many (en) Député de Kampong Spoe      | Hun Many (en) Député de Kampong Spoe      | Hun Many (en) Député de Kampong Spoe      | Hun Many (en) Député de Kampong Spoe                                        | Hun Many (en) Député de Kampong Spoe      |  |  |                                                    |                                                    |                                                    |                                                    |                                                    |                                                    |                                                                              |                                                                              | | | | | | |                                                                           |                                                                           |  |  |  |  |              |              |              |              |              |              |
|                |                | | | | | | |  |  |  |  |                                                                                                |                                                                                                |                                                                                                |                                                                                                |                                                                                                |                                                                                                |  |  |                                           |                                           |                                           |                                           |                                                                             |                                           |  |  |                                                    |                                                    |                                                    |                                                    |                                                    |                                                    |                                                                              |                                                                              | | | Sok An Ministre du Conseil des ministres                                                                              | | | |                                                                           |                                                                           |  |  |  |  |              |              |              |              |              |              |
|                |                | | | | | | |  |  |  |  |                                                                                                |                                                                                                |                                                                                                |                                                                                                |                                                                                                |                                                                                                |  |  |                                           |                                           |                                           |                                           |                                                                             |                                           |  |  |                                                    |                                                    |                                                    |                                                    |                                                    |                                                    |                                                                              |                                                                              | | | | | | |                                                                           |                                                                           |  |  |  |  |              |              |              |              |              |              |
|                |                | | | | | | |  |  |  |  |                                                                                                |                                                                                                |                                                                                                |                                                                                                |                                                                                                |                                                                                                |  |  |                                           |                                           |                                           |                                           |                                                                             |                                           |  |  |                                                    |                                                    |                                                    |                                                    |                                                    |                                                    |                                                                              |                                                                              | | | | | | |                                                                           |                                                                           |  |  |  |  |              |              |              |              |              |              |
|                |                | | | | | | |  |  |  |  |                                                                                                |                                                                                                |                                                                                                |                                                                                                |                                                                                                |                                                                                                |  |  |                                           |                                           |                                           |                                           |                                                                             |                                           |  |  |                                                    |                                                    | Hun Mali                                           | Hun Mali                                           | Hun Mali                                           | Hun Mali                                           | Hun Mali                                                                     | Hun Mali                                                                     | | | Sok Puthyvuth Ancien président de la Fédération cambodgienne pour le riz                                              | Sok Puthyvuth Ancien président de la Fédération cambodgienne pour le riz                                              | Sok Puthyvuth Ancien président de la Fédération cambodgienne pour le riz                                              | Sok Puthyvuth Ancien président de la Fédération cambodgienne pour le riz                                              | Sok Puthyvuth Ancien président de la Fédération cambodgienne pour le riz  | Sok Puthyvuth Ancien président de la Fédération cambodgienne pour le riz  |  |  |  |  |              |              |              |              |              |              |
|                |                | | | | | | |  |  |  |  |                                                                                                |                                                                                                |                                                                                                |                                                                                                |                                                                                                |                                                                                                |  |  |                                           |                                           |                                           |                                           |                                                                             |                                           |  |  |                                                    |                                                    | Hun Mali                                           | Hun Mali                                           | Hun Mali                                           | Hun Mali                                           | Hun Mali                                                                     | Hun Mali                                                                     | | | Sok Puthyvuth Ancien président de la Fédération cambodgienne pour le riz                                              | Sok Puthyvuth Ancien président de la Fédération cambodgienne pour le riz                                              | Sok Puthyvuth Ancien président de la Fédération cambodgienne pour le riz                                              | Sok Puthyvuth Ancien président de la Fédération cambodgienne pour le riz                                              | Sok Puthyvuth Ancien président de la Fédération cambodgienne pour le riz  | Sok Puthyvuth Ancien président de la Fédération cambodgienne pour le riz  |  |  |  |  |              |              |              |              |              |              |
|                |                | | | | | | |  |  |  |  |                                                                                                |                                                                                                |                                                                                                |                                                                                                | Hun Malis                                                                                      |                                                                                                |  |  |                                           |                                           |                                           |                                           |                                                                             |                                           |  |  |                                                    |                                                    |                                                    |                                                    |                                                    |                                                    |                                                                              |                                                                              | | | | | | |                                                                           |                                                                           |  |  |  |  |              |              |              |              |              |              |
|                |                | | | | | | |  |  |  |  |                                                                                                |                                                                                                |                                                                                                |                                                                                                |                                                                                                |                                                                                                |  |  |                                           |                                           |                                           |                                           |                                                                             |                                           |  |  |                                                    |                                                    |                                                    |                                                    |                                                    |                                                    |                                                                              |                                                                              | | | | | | |                                                                           |                                                                           |  |  |  |  |              |              |              |              |              |              |

## Action politique
Celui que Lee Kuan Yew — ancien Premier ministre de Singapour — décrit comme « parfaitement impitoyable et implacable, dénué de tout sens humain » est l'homme fort du Parti du peuple cambodgien implanté jusque dans le plus petit village du pays, qui contrôle tous les rouages de l’administration et qui monopolise le pouvoir depuis le début des années 1980.
À partir de 1979 et jusqu'au milieu des années 1980, en tant que ministre des Affaires étrangères, sa mission principale sera de faire reconnaître le gouvernement de la république populaire du Kampuchéa en dehors des pays de la sphère d’influence soviétique, principalement parmi ceux du tiers monde. Cette stratégie était surtout destinée à contrer l’influence de la Chine qui, avec les principales puissances occidentales, continuait de soutenir diplomatiquement et militairement les Khmers rouges. Au départ, il a insisté sur l’importance de garder des relations étroites avec Hanoï avant de défendre le programme de retrait militaire vietnamien et demander le renforcement de l’indépendance du Cambodge. En 1981, à la suite notamment de ses nombreuses visites dans les capitales mondiales, Hun Sen avait obtenu la reconnaissance diplomatique de la république populaire du Kampuchéa par une trentaine de pays et avait désamorcé l’hostilité de la plupart des nations du tiers monde, même si l’ONU continuait de lui refuser le siège de représentant du gouvernement légitime du Cambodge. Toutefois, malgré la création en juin 1982 d’un gouvernement de coalition du Kampuchéa démocratique (GCKD) regroupant les principales formations d’opposition et reconnu par l’ONU, la république populaire du Kampuchéa apparaissait de plus en plus comme la seule alternative possible à un retour des Khmers rouges aux affaires. En mars 1986 les dirigeants de l’Association des nations de l'Asie du Sud-Est réunis à Pékin, acceptèrent le principe d’inclure les dirigeants de la république populaire du Kampuchéa dans un futur gouvernement provisoire cambodgien. De son côté, Hun Sen annonçait un projet de « réconciliation nationale » et proposait de faire entrer des représentants de toutes les factions d’opposition à l’exception des Khmers rouges dans le gouvernement de la république populaire du Kampuchéa. À partir de 1988 eurent lieu des entrevues entre Hun Sen et Norodom Sihanouk à Fère-en-Tardenois et des réunions informelles de toutes les factions cambodgiennes à Jakarta qui aboutiront, le 23 octobre 1991, à la signature des accords de paix de Paris,.
Sur le plan interne, Hun Sen montrera dans le même temps son habileté à gérer les dissensions au sein de son propre parti entre les anciens Khmers rouges qui avaient quitté Pol Pot et s’étaient rapprochés de Hanoï, la ligne dure des jeunes cadres plus nationalistes et méfiants autant à l’égard du Viêt Nam que de l’Union soviétique, le courant proche de Moscou emmené par l’ancien Premier ministre Pen Sovan et d’autres factions de moindre importance,.
Aujourd’hui, pour asseoir son pouvoir, Hun Sen met en avant son rôle dans la défaite des Khmers rouges, le retour de la paix et la croissance économique. Ses adversaires politiques le présentent pour leur part régulièrement comme une « marionnette d’Hanoï ». Si un tel assujettissement était évident à l’époque où l’armée vietnamienne avait installé le gouvernement et stationnait un véritable corps expéditionnaire au Cambodge, l’affirmation semble toutefois difficile à étayer avec des arguments solides une vingtaine d’années plus tard. Par contre, les affirmations des ONG qui lui reprochent de mettre en place des systèmes de corruption sophistiqués,,, d’être à la tête d’un pays où de graves atteintes aux droits de l'homme continuent à avoir lieu, et où ceux qui les commettent bénéficient encore trop souvent d’une totale impunité, semblent plus difficiles à contredire.
Si beaucoup, même parmi ses opposants, lui reconnaissent une certaine habileté politique, Hun Sen est aussi connu pour ses accès de colère. Capable d’improviser un discours-fleuve à partir de quelques notes, il n’hésite pas à l’occasion à agrémenter ceux-ci d’accusations virulentes contre ses adversaires politiques ou les délégués de la communauté internationale qui osent reprocher la lenteur à mettre en place certaines réformes,.
Même s'il a prétendu à plusieurs reprises qu'au cas où il perdrait des élections, il se retirerait paisiblement du pouvoir pour se consacrer à sa famille et aux échecs,, son attitude en 1993 — lorsqu'il a contesté le résultat d'élections qu'il avait perdues — ou en 1997 — quand il évinça Norodom Ranariddh, le premier Premier ministre qui risquait de lui porter ombrage — permet de douter que cette promesse soit un jour tenue si le cas venait à réellement se présenter.
Enfin, concernant ses anciens collègues Khmers rouges, il leur mena un combat féroce après avoir quitté leurs rangs, légitimant son régime en le présentant comme le seul recours possible à leur retour. Il fera même, à la fin des années 1980, de leur participation aux pourparlers de paix un prétexte pour en bloquer quelque temps le processus. Après les accords de Paris de 1991, l’intégration à la vie politique des partisans de Pol Pot sera de courte durée et Hun Sen apparaîtra à nouveau comme leur principal adversaire. Toutefois, la donne change à la fin des années 1990 avec les défections de plusieurs hauts responsables Khmers rouges en échange de leur amnistie. Hun Sen est devenu le chantre d’une politique de « réconciliation nationale » qu’il combattait encore peu avant et qui entendait sacrifier la justice à la paix et au développement économique du pays. Dans le même temps, dès 1999, le gouvernement engage des pourparlers avec l’ONU pour mettre en place une juridiction visant à traduire devant un tribunal les anciens dirigeants Khmers rouges encore en vie. Très vite, ces deux processus vont devenir antinomiques et les tractations en vue de créer les Chambres extraordinaires au sein des tribunaux cambodgiens seront longues et âpres. Finalement, un accord sera signé en 2004 et le premier procès débute en février 2009. À ce moment, 5 accusés sont incarcérés. Les choses se compliqueront le 7 septembre 2009, lorsque les juges internationaux décideront d’ouvrir de nouvelles enquêtes et surtout de convoquer des membres influents du gouvernement proches du Premier ministre. En guise de réponse Hun Sen fera part de son désaccord en fustigeant la communauté internationale et l’ONU dans plusieurs discours virulents dont il a le secret,.

## Distinctions
Au pouvoir depuis le milieu des années 1980, Hun Sen a eu le temps de réunir un nombre impressionnant de diplômes universitaires, au grand dam de son opposition qui rappelle que l’intéressé n’avait eu qu’une scolarité sommaire et met en doute la valeur de ces titres.
| Date             | Dignité                                                                                    | Lieu                                                       |
| ---------------- | ------------------------------------------------------------------------------------------ | ---------------------------------------------------------- |
| 1991             | Doctorat en science politique.                                                             | Académie politique nationale de Hanoï                      |
| 1995             | Doctorat en politique.                                                                     | Université du Sud de la Californie                         |
| 1996             | Doctorat en droit.                                                                         | Iowa Wesleyan College                                      |
| 10 avril 2001    | Docteur honoraire en science politique.                                                    | Université de Dankook                                      |
| 15 novembre 2001 | Docteur honoris causa en science politique, dans le domaine des relations internationales. | Université de Ramkhamhaeng                                 |
| 6 août 2002      | Membre et médaille de l'académie.                                                          | Académie de sciences naturelles de la fédération de Russie |
| 9 juillet 2004   | Docteur honoraire en sciences politiques.                                                  | Université du Cambodge                                     |
| 21 mars 2006     | Docteur honoraire en sciences politiques.                                                  | Soon Chun Hyang University de Séoul                        |
| 28 juin 2006     | Docteur en éducation pour le développement local.                                          | Université de Bansomdejchaopraya Rajabhat                  |
| 29 janvier 2007  | Docteur honoris causa en éducation.                                                        | Université nationale d'éducation de Hanoï                  |
| 12 octobre 2007  | Autorisation de porter le titre de Samdech Akka Moha Sena Padei Techo.                     | Roi Norodom Sihamoni                                       |
| 25 novembre 2008 | Médaille d'or nationale laotienne.                                                         | Vientiane                                                  |
| 7 janvier 2009   | Docteur honoris causa en économie.                                                         | Université de Woosuk                                       |
| 3 juin 2009      | Docteur honoraire en sciences politiques.                                                  | Université de Séoul                                        |
| 21 décembre 2009 | Général 5 étoiles.                                                                         | Roi Norodom Sihamoni                                       |
| 1er avril 2011   | Président honoraire.                                                                       | Académie royale du Cambodge                                |
| 12 février 2022  | Prix Sunhak pour la Paix                                                                   | Séoul - Corée du Sud                                       |